# Мозговой, Николай Илларионович
Николай Илларионович Мозгово́й (1901—1959) — советский инженер-металлург, изобретатель.

## Биография
Родился в 1901 году в Киеве (Украина). Сын служащего.
Окончил 8-ю Киевскую гимназию (1919) и механический факультет КПИ (годы учёбы 1920—1926).
В 1926—1927 годах проходил стажировку на одном из заводов Николаева.
В 1927 году принят в аспирантуру КПИ и направлен в Ленинград в Гипромез, где участвовал в подготовке проектов предприятий металлургической промышленности. В 1929—1931 и 1932—1933 годах в Киеве лечился от ревматизма.
С 1934 года на опытной работе в Институте химии АН УССР.
Впервые в мировой практике 22 апреля 1936 года совершил продувку жидкого чугуна кислородом сверху (в полуторатонном агрегате на киевском заводе «Большевик»). Новый процесс получил название кислородно-конверторного.
В 1940 году по приглашению вице-президента АН СССР И. П. Бардина переехал в Москву, работал в ЦНИИчермет имени И. П. Бардина.
Работал в ЦНИИчермете руководителем лаборатории, старшим научным сотрудником, руководителем группы. В 1958 году уволился в связи с инвалидностью (2 группа).
Умер в 1959 году в Москве.

## Награды и премии
- Сталинская премия первой степени (1949) — за разработку технологии и внедрение в металлургическую промышленность применения кислорода для интенсификации мартеновского процесса